# Methanobrevibacter
Genre
Espèces de rang inférieur
- Methanobrevibacter acididurans
- Methanobrevibacter arboriphilus
- Methanobrevibacter boviskoreani
- Methanobrevibacter curvatus
- Methanobrevibacter cuticularis
- Methanobrevibacter filiformis
- Methanobrevibacter gottschalkii
- Methanobrevibacter millerae
- Methanobrevibacter olleyae
- Methanobrevibacter oralis
- Methanobrevibacter ruminantium
- Methanobrevibacter smithii
- Methanobrevibacter thaueri
- Methanobrevibacter woesei
- Methanobrevibacter wolinii

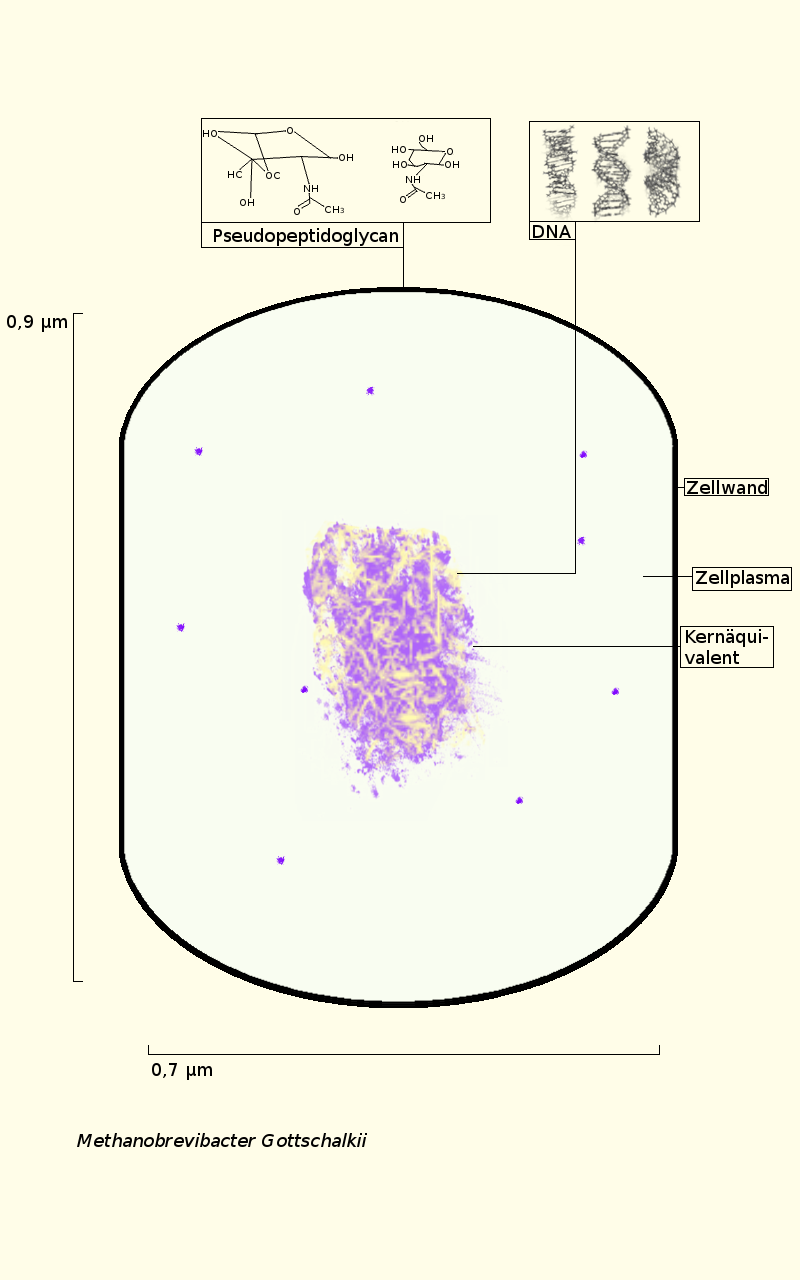
Structure cellulaire de Methanobrevibacter.

Methanobrevibacter est un genre d'archées de la famille des Methanobacteriaceae.